# Diodotosz (filozófus)
Diodotosz (i. e. 1. század) görög filozófus
A sztoikus filozófia követője, i. e. 85 körül Cicero tanítója volt, s később is a neves római szónoknál élt. I. e. 49-ben vagy i. e. 48-ban vagyonát is ráhagyta. Öreg korában megvakult.